# Mohand ou-Lhocine
Lo sceicco Mohand Ou Lhocine (Muḥend U Lḥusin; 1837 circa – 1901) è stato una grande figura della cultura cabila del XIX secolo.
Fu un poeta e un maestro spirituale. Nacque intorno al 1837 a Ait Ahmed, frazione del villaggio di Taka (Cabilia, Algeria), nella tribù degli At Yahia, non lontano da Ain El-Hammam (Michelet). Dalla sua famiglia discende anche Hocine Aït Ahmed, fondatore del partito del FFS.

## La vita

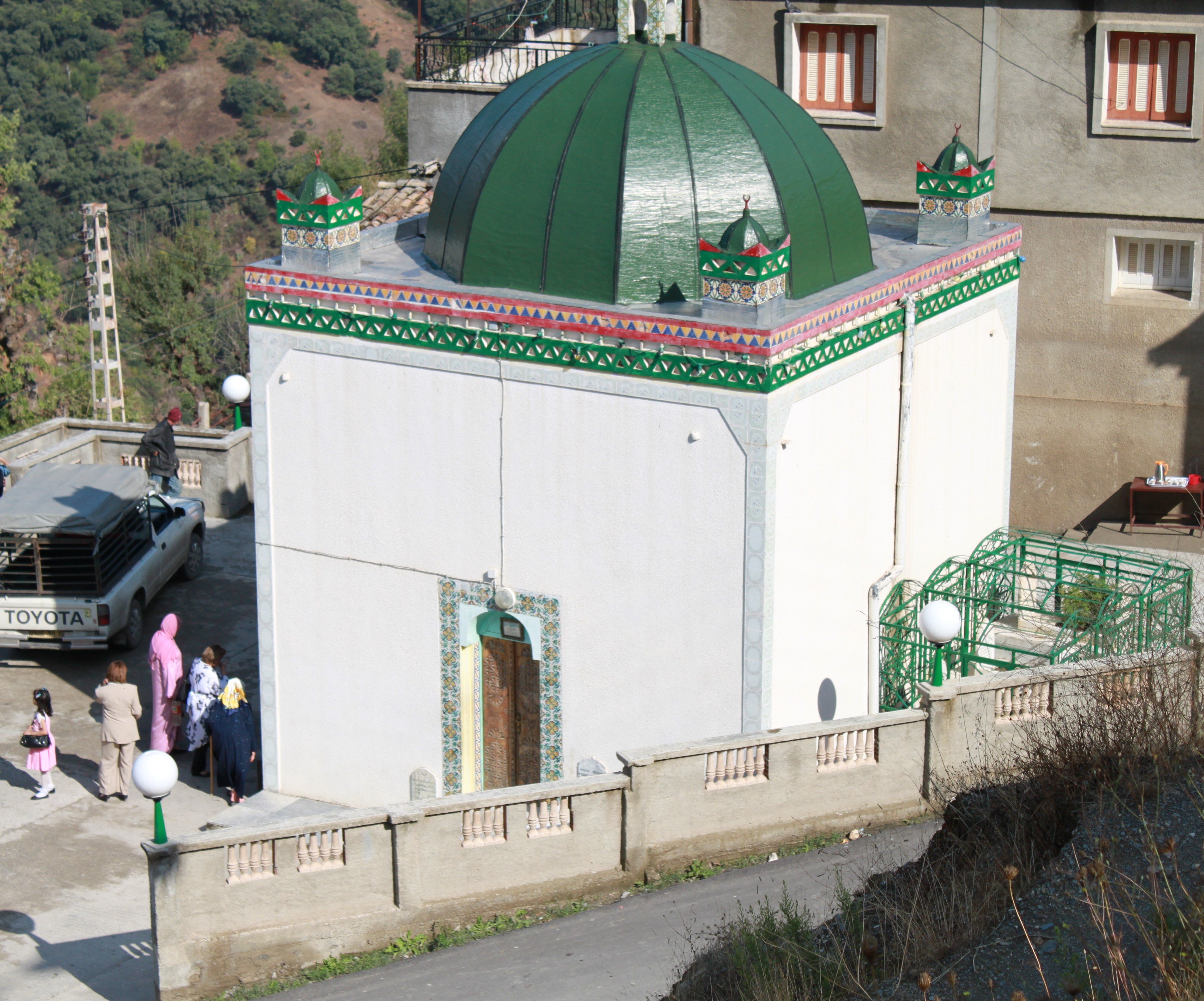
Mausoleo di Mohand ou-Lhocine

La data precisa della nascita dello sceicco Mohand non è conosciuta. Quando morì, nel 1901, si dice avesse 63 anni (il che porrebbe la nascita nel 1838), ma secondo Mouloud Mammeri è probabile che si tratti di un dato manipolato per far coincidere la lunghezza della sua vita con quella di Maometto, mentre diversi elementi fanno ritenere che fosse nato almeno qualche anno prima. Farida Aït Ferrakh (2001: 26) segnala un rapporto di un amministratore francese di Michelet (Pervieux de Laborde) in cui si dice lo sceicco avesse 58 anni nel 1895, il che anticiperebbe di un anno la nascita al 1837.
Il padre si chiamava Mohand Larbi, della frazione At Belqasem della tribù degli At Lhusin; la madre, Lalla Malha, del villaggio di Buzehrir, negli At Frawsen, proveniva da una famiglia marabuttica (non è chiaro se fosse marabutto anche il padre). Ebbe tre sorelle di cui una, Fadhma, ebbe anch'essa fama di donna pia, dedita alla religione e dotata delle virtù soprannaturali (baraka) del fratello (benché minore di lui, avrebbe prima di lui ricevuto le doti di santità tetɣewwet; alla sua morte, avvenuta intorno al 14 giugno 1918, il poeta Ali At Nabet compose una poesia in suo onore). Le altre si chiamavano Fatima e Awicha. Ebbe numerose mogli (sette secondo Genevois 1967: I, nove secondo Aït Ferroukh 2001: 43). Tra esse si ricordano Qamir degli At Saïd, Ouardia Taseklawit, Hlima At Amar di Mghira, Lalla Dehbiyya degli At Yehya negli At Frawsen, Lalla Yamina degli Cherfa di Behlul, sepolta insieme a lui, un'altra degli At Butetchur, e Fatima Takeddacht), ma da esse non ebbe nessun figlio maschio che gli sia sopravvissuto (ben 18 sarebbero stati abortiti o morti al momento del parto, secondo Aït Ferroukh 2001: 128).
La sua fama gli deriva da una venerazione mistica che lo circondò fin dai suoi primi anni da parte di numerosi discepoli, il che gli valse di divenire mokaddem della confraternita della Rahmaniya (cioè il luogotenente del suo capo supremo, lo sceicco Aheddad di Seddouk), quasi a furor di popolo, pur non avendo un comportamento ligio ai precetti dell'ordine e addirittura essendo quasi analfabeta.

### La sua formazione
Iniziò precocemente la sua formazione religiosa presso uno zio materno, Sidi Tayeb At Khelifa di Azru negli At Mangellat, un sant'uomo che avrebbe letto nel suo volto, fin da bambino, il segno di un destino spirituale. Alla madre che lo aveva condotto da lui in visita chiese dunque di lasciarlo presso di lui per iniziare ad istruirlo nelle pratiche spirituali.
Oltre allo zio, ebbe numerosi altri maestri, tra cui si ricordano
- lo sceicco Mohend U-Ali di Taqabba,
- lo sceicco Cherif di Timlilin, presso gli Iflissen,
- Sidi Hend Aoudia degli At Zellal,
- Sidi Hend U-Tayeb di At Laaziz, presso il quale rimase sette anni,
- Sidi Lhadj Slimane di Tawrirt Lhedjadj negli At Yenni, che egli avrebbe accompagnato per una decina d'anni,
- lo sceicco Deqqaq di Temgut Ibehriyen,
- forse anche Sidi Yehya degli At Butetchour,
- oltre ad aver frequentato i marabutti di Werja (la famiglia di Lalla Fadhma n'Soumer) e quelli di Behlul.

(Mammeri 1989: 48; Aït Ferroukh 2001: 47; Genevois 1967: 6-7)

Da notare che la sua formazione, ancorché avvenuta presso numerosi maestri, non si svolse mai nelle grandi città (Algeri, Bugia, ecc.), e non ebbe mai il carattere tipico degli studi religiosi basati sull'apprendimento di testi scritti e sul rilascio di "diplomi": essa ebbe invece i tipici caratteri delle scuole mistiche, basate su insegnamenti orali. La tradizione vuole che egli fosse analfabeta. Di sicuro non lasciò di sé alcun documento scritto.

### I suoi insegnamenti
Dopo questi primi tempi, durante i quali percorse in lungo e in largo la Cabilia, intorno al 1870 si ritirò al suo villaggio natale, da dove non si mosse più fino alla morte.
Il popolo dei suoi fedeli lo venerava come santo, taumaturgo e profeta. La sua personalità era caratterizzata da una religiosità molto forte, ma non attaccata alla lettera della norma, bensì sempre attenta all'interiorità e con una grande comprensione per la fragilità della natura umana. Ai numerosi visitatori che giungevano al suo villaggio per incontrarlo dispensava massime di saggezza che sovente, espresse in versi, venivano memorizzate e tramandate, cosicché oggi si possiede una massa notevole di testimonianze (messe per iscritto soprattutto da Mouloud Mammeri) riguardanti i detti e i fatti dello sceicco.
I suoi insegnamenti, concisi e ricchi di interpretazioni simboliche, possono essere ben esemplificati da questa sua celebre raccomandazione:
(Mammeri 1989: 152 (trad. Vermondo Brugnatelli))
Un aspetto abbastanza caratteristico del pensiero dello sceicco era una sorta di primato dell'uomo rispetto ai dogmi e alle prescrizioni della religione. Tra gli infiniti episodi che si ricordano in proposito vi sono quelli relativi ad alcuni "pilastri dell'islam".
Per esempio, riguardo al digiuno, si ricorda che una volta egli si oppose alla decisione di un fedele di compiere un digiuno volontario fuori dal mese di Ramadan con queste parole:
(Genevois 1967: 95 (trad. V. Brugnatelli))
Addirittura rivoluzionario, per certi versi, il responso che egli diede intervenendo in una disputa fra confratelli se fosse preferibile la preghiera o la verità:
(Mammeri 1989, p. 73 (trad. V. Brugnatelli))
E anche riguardo alla pratica del pellegrinaggio, ebbe modo di dire:
(Abdesselam 2005, p. 128 (trad. V. Brugnatelli))

### Il figlio Mohand Larbi
La scarsa considerazione del valore del pellegrinaggio da parte dello sceicco, che lo considerava una spesa di nessuna utilità verso il prossimo, viene ricordata anche a proposito di una disputa che egli ebbe proprio su questo argomento con Mohand Larbi, il suo unico figlio maschio giunto in età adulta (ma morto comunque giovane). Quest'ultimo avrebbe espresso il desiderio di recarsi alla Mecca per adempiere al precetto del pellegrinaggio, ma lo sceicco si oppose a questa decisione con un'espressione rimasta celebre:
(Mammeri 1989, p. 173 (trad. V. Brugnatelli))
Questo non è l'unico episodio in cui si ricordi una differenza di opinioni tra lo sceicco e suo figlio, il che si spiega non tanto per mancanza di amore nei suoi confronti quanto piuttosto per la preoccupazione, da parte del padre, che il figlio non esagerasse nelle pratiche religiose, come invece quest'ultimo era portato a fare. In particolare, egli cercò di dissuaderlo dall'affrontare senza la dovuta preparazione pratiche ascetiche troppo logoranti. A conferma della preoccupazione paterna, sembra che la morte di Mohand Larbi sia avvenuta al termine di un delirio insorto durante un periodo di duro ritiro spirituale (taxelwitt).
All'annuncio della morte del figlio lo sceicco Mohand fu enormemente addolorato. Ma non smentì i suoi principi, tesi a cercare l'essenziale, al di fuori di ogni formalismo: infatti, quando i confratelli gli comunicarono di essere pronti ad iniziare una lunga preghiera collettiva per il defunto, egli rispose:
(Mammeri 1989, p. 70 (trad. V. Brugnatelli))

### L'incontro con Si Mohand
Un episodio della vita dello sceicco è stato tramandato con particolare attenzione: quello del suo incontro con il poeta contemporaneo Si Mohand ou-Mhand. Questo personaggio dalla vita sregolata non era certamente un esempio di buon musulmano, e il solo fatto di averlo accolto mostra la larghezza di vedute dello sceicco. Ancor più stupefacente fu il suo comportamento quando, accorgendosi che l'ospite aveva "perduto l'ispirazione" perché, per rispetto del luogo, non aveva portato con sé la pipa in cui era solito fumare l'hashish, mandò un discepolo a recuperare la pipa, e attese che l'ispirazione tornasse con i metodi poco ortodossi che erano consueti. Celebre la poesia con cui diede il benvenuto al poeta:
(Mammeri 1989, p. 181 (trad. V. Brugnatelli))
Nonostante questo inizio improntato a un grande rispetto reciproco e a grande tolleranza da parte dello sceicco, l'incontro tra le due grandi figure della cultura cabila del tempo si concluse in modo amaro: dopo uno scambio di versi sempre meno "controllati", il poeta recitò un asefru tuttora ricordato, in cui profetizzava la fine di un mondo e l'arrivo di una nuova generazione. La frase-chiave, che offriva, come spesso avviene, letture a più livelli (tamurt a tbeddel wiyiḍ "su questa terra altri verranno"), sembrava ricordare allo sceicco (malato e ormai prossimo alla fine) che in assenza di discendenti maschi altri avrebbero ereditato la sua terra. La tensione aumentò quando Si Mohand si rifiutò di ripetere una sua poesia che aveva particolarmente impressionato lo sceicco. Alla fine, questi licenziò l'ospite profetizzandogli una morte in esilio (al che Si Mohand avrebbe risposto con prontezza: "così sia, purché nel "Portico della Salvezza", luogo sacro vicino a Michelet dove effettivamente finì i suoi giorni).
Lo sceicco Mohand morì l'8 ottobre 1901, un martedì, intorno al mezzogiorno, a seguito di una malattia. Appena si diffuse la notizia, l'afflusso di devoti che si recarono a Ait Ahmed per l'estremo saluto fu tale che il suo corpo venne lasciato esposto per tre giorni, contrariamente all'uso islamico che prevede una sepoltura quanto più possibile immediata. Numerose poesie furono composte in suo onore (ad esempio una taqsit di Lhadj Muhend Achour, in 150 versi), e particolarmente sentite sono quelle che Si Mohand Ou-Mhand compose quando, a Tunisi dove si era recato, seppe della sua morte.
Le parole e le azioni dello sceicco lo resero famoso ben oltre la sua vita terrena. Ancora oggi sono numerosi i suoi adepti, che si recano a visitare il suo villaggio e la sua tomba. E molti artisti moderni ne hanno fatto esplicitamente menzione. In particolare, è il cantante Lounis Aït Menguellet che ha fatto in molte occasioni riferimento a lui. Ma il ricordo dello sceicco emerge anche dalle opere letterarie di Taos e di Jean Amrouche, che ancorché cattolici, nutrirono sempre grande rispetto e considerazione per la figura di questo santo musulmano, e non mancarono di citarlo nelle loro opere.

### La famiglia
Come si è visto, lo sceicco non lasciò posterità maschile. La sua eredità spirituale venne ripresa dalla sorella, Fadhma (vissuta fino al 1918), che sposò Amokrane At Lamara, di Adni (At Yiraten). Dai due nacque un figlio, Lhadj Mohand Arezki (m. 1906), che a sua volta ebbe un figlio di nome Amokrane (m. 1927). Fu quest'ultimo (padre di nove figli) che cambiò il nome di famiglia in Aït Ahmed, assumendo la denominazione della località in cui si era svolta la vita dello sceicco. I nove figli (avuti con quattro mogli) furono: Mohand Cherif (m. 1932); Mohand Yahia (m. 1958), Mohand Akli, Mohand Taher, Djaafer, Mohand Arezki, Said, Wezzin (m. nel 1944 a Montecassino), e Omar. È da Mohand Yahia che è nato, nel 1926, Hocine Aït Ahmed, uno dei capi della rivoluzione algerina e poi leader politico e fondatore dell'FFS.